# 포도주 결함

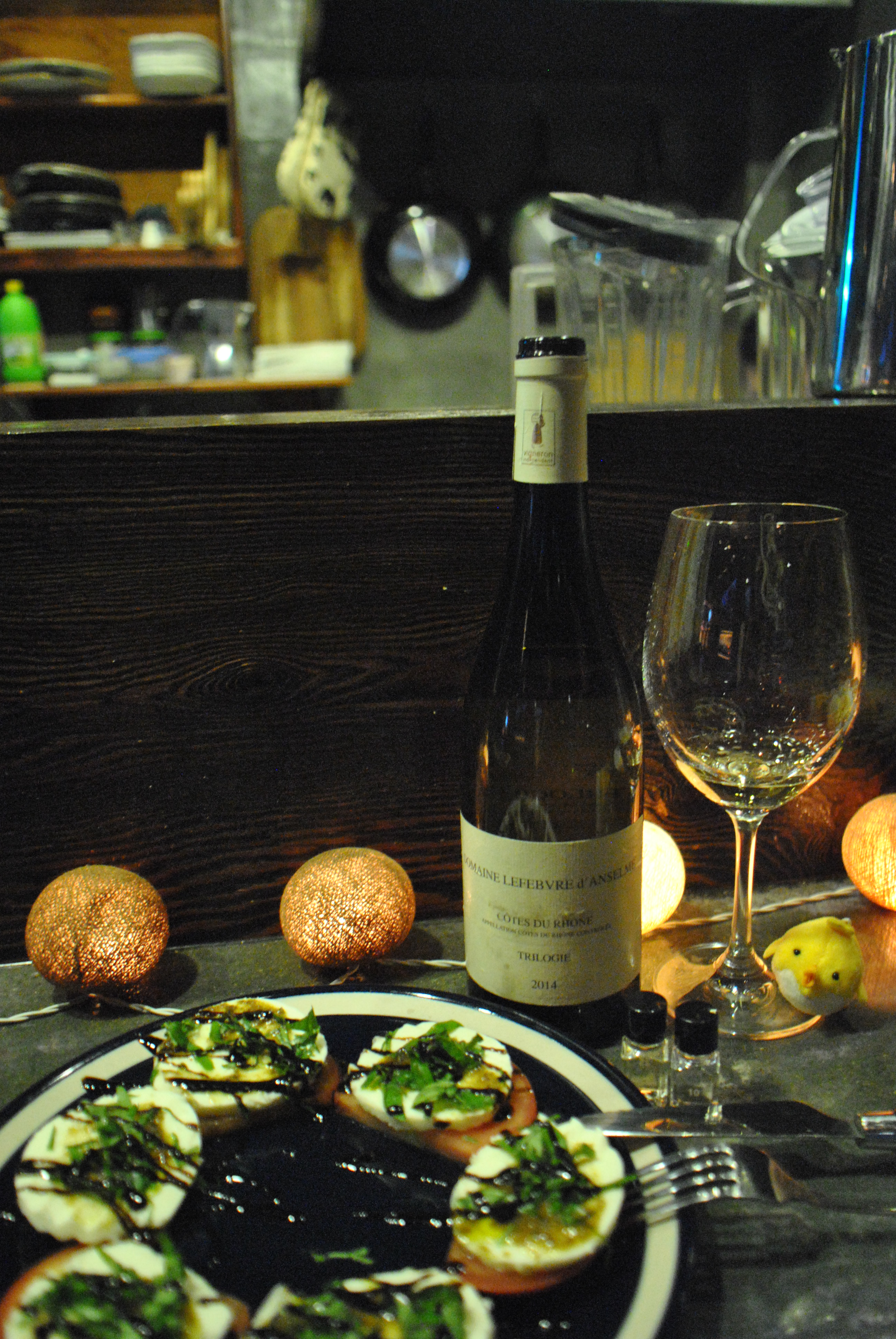
포도주가 열화될 경우 향과 맛이 변할 수 있다

포도주 결함(葡萄酒缺陷, 영어: wine fault)이란 잘못된 양조 과정이나, 혹은 적절하지 않은 보관과정에서 포도주에 불쾌한 특성이 발현되는 것을 의미한다. 포도주에 결함을 야기할 수 있는 다양한 물질들은 자연적으로 포도주 자체에 포함되어 있으나, 일반적으로는 그 양이 부정적 영향을 미칠 정도로 충분치 않아 ‘결함’ 현상이 잘 발휘되지 않는다. 이처럼 결함을 유발할 가능성이 있는 물질 중 일부는 소량 포함되어 있을 경우 포도주에 긍정적인 역할을 한다. 하지만 그 양이 과도할 경우 이 물질들은 포도주의 맛과 향을 변화시키게 되고 포도주의 품질이 저하되어 마시기에 부적합해질 수 있다.
포도주 결함을 유발하는 것에는 다양한 요인이 있는데, 양조장의 비위생적인 환경, 지나친 혹은 부족한 산소/황 노출, 발효 전후 과정의 과도한 침용, 여과 과정의 잘못, 더러운 오크통의 사용, 지나치게 긴 시간의 오크 숙성, 저품질의 코르크 사용 등이다. 양조장 외적으로는 소매업자나 최종 소비자가 포도주를 잘못 관리할 경우 발생하는데, 예를 들어 포도주가 지나치게 높은 온도에노출되거나 불결한 잔으로 시음할 경우에도 발생할 수 있다.

## 포도주 결함의 특성
대부분의 포도주 결함은 향기로 알 수 있지만 일부 포도주 결함은 시각적으로 관찰하거나, 혹은 맛을 보았을 때 구별할 수 있다. 예를 들어, 시기상조로 산화된 포도주의 경우 노랑이나 갈색을 띌 수 있다. 뿐만 아니라 스파클링 포도주가 아님에도 불구하고 탄산 가스가 있는 것은 병입 후 원치 않는 재발효나 젖산 발효가 일어났음을 의미한다. 또한 여과 과정에서 구리나 납, 혹은 단백질이 적절히 제거되지 않았을 때도 포도주의 색에 변화가 일어날 수 있다. 또한 과도하게 침용이 일어나거나 발효과정 온도 조절에 실패할 경우에도 일반적이지 않은 포도주 색이 발현될 수 있다. 아세트산에 의해서 탄듯 하거나 산성의 맛이 나서 포도주의 맛이 불균형하게 느껴질 수 있다.
| 포도주 결함                           | 특성                                                                   |
| Acetaldehyde                          | 볶은 땅콩, 말린 짚                                                     |
| Amyl-acetate                          | 인조적 바나나향                                                        |
| Brettanomyces                         | 마굿간, 말의 향                                                        |
| Cork taint                            | 지하실, 젖은 판지, 버섯                                                |
| Butyric acid                          | 부패한 버터                                                            |
| Ethyl acetate                         | 과일향, 식초                                                           |
| Hydrogen sulfide                      | 썩은 달걀, 마늘                                                        |
| Iodine                                | 곰팡이 핀 포도                                                         |
| Lactic acid bacteria                  | 사우어크래프트 (독일식 김치)                                           |
| Mercaptans                            | 딴 마늘, 양파                                                          |
| Oxidation                             | 익힌 호두나 과일, 색이 갈색이나 노란색으로 변한 것을 보고도 알 수 있음 |
| Sorbic acid plus lactic acid bacteria | 제라늄 식물 잎의 향                                                    |
| Sulfur dioxide                        | 탄 성냥                                                                |

## 산화
포도주의 산화는 산소와 촉매만으로 발생할 수 있는 가장 일반적인 포도주 결함이다. 산화는 양조 과정 혹은 병입 후에도 일어날 수 있다. 안토시아닌, 카테킨, 에피카테킨, 그리고 다른 페놀 성분들은 쉽게 산화되어 이 과정에서 색, 향, 맛이 변질될 수 있다. 이산화황이나 에리소르빈산을 첨가할 경우 포도주가 쉽게 산화되는 것을 막을 수 있기 때문에 많은 양조자들이 이를 활용한다. 페놀성 산화 외에도 포도주에 포함되어 있는 에탄올이 산화될 경우에도 포도주의 맛과 향이 변질될 수 있다.

에탄올의 산화 과정

### 아세트알데히드
아세트알데히드는 효모 발효 과정에서 발생하는 중간 생산물이며, 탈수소효소에 의한 에탄올 산화과정에서도 발생한다. 아세트알데히드는 또한 아세트산 박테리아와 같은 박테리아나 효모 등이 표면에서 얇은 막을 이루고 있을 경우 피루빈산염의 카르복시이탈 반응에 의해 생기기도 한다. 아세트알데히드의 감각 역치는 100~125mg/L이다. 이 이상 농도가 높아질 경우 풋사과와 같은 신 ‘셰리’와 같은 특성이 나타난다. 아세트알데히드는 또한 숙취의 원인이다.

### 아세트산
포도주의 아세트산, 혹은 휘발성산(VA; Volatile acidity)는 포도주를 상하게 하는 효모나 박테리아에 의해 만들어지며 발효 과정의 부산물 형태, 혹은 발효가 끝난 후에도 생길 수 있다. 아세트산 박테리아인 Acetobacter, Gluconobacter는 아주 고농도의 아세트산을 생산한다. 아세트산의 감각 역치는 700mg/L 미만으로 1.2~1.3g/L 이상이 될 경우 불쾌한 맛이 날 수 있다.
고품질의 포도주에 있어 어느 정도 수준의 아세트산이 적절한지에 대해서는 다양한 의견이 있다. 물론 지나치게 높은 농도의 아세트산은 ‘식초’와 같은 맛이 날 수 있다는 문제점이 있지만 적절한 수준의 아세트산은 포도주가 ‘복합적’인 맛을 나게 한다. 슈발 블랑(Cheval Blanc)의 경우 상대적으로 높은 아세트산 함량을 가지고 있다.
초산 에틸은 에탄올과 아세트산의 에스테르화에 의해 생성된다. 그렇기 때문에 아세트산 함량이 높은 포도주의 경우 초산 에틸이 더 많이 발생하는 경향이 있다. 이는 Pichia anomala, Kloeckera apiculata처럼 포도주를 상하게 하는 효모에 의해 발현되는 미생물에 의한 결함이라 할 수 있다. 또한 유산 박테리아나 아세트산 박테리아에 의해서도 높은 농도의 초산 에틸이 생성될 수 있다. 다만, 적절한 양의 초산 에틸은 풍미를 더해준다고도 알려져 있다.

## 황 화합물
황은 포도주의 산화를 방지하기 위해 양조과정에서 첨가될 수 있으나, 이는 또한 항균작용을 한다. 적절한 양이 투입될 경우 황이 첨가되어 있다는 것을 감지하기는 쉽지 않으나 많이 투입될 경우 향과 맛에 큰 영향을 미칠 수 있다. 황 화합물들은 일반적으로 감각 역치가 매우 낮다.

### 이산화황

이산화황

이산화황(SO2)은 매우 대중적인 포도주 첨가물로, 항산화 및 방부제 역할을 한다. 과도하게 투입될 경우 성냥, 탄 고무, 좀약 등의 향이 날 수 있으며, 이러한 포도주를 ‘Sulfitic’ 하다고 표현한다.

황화수소

### 황화수소
황화수소(H2S)는 질소가 충분치 않은 효모 발효 과정에서 발생하는 발생하는 부산물로 알려져 있다. 이것은 황산염이 환원되는 과정에서 발생하는데, 인산이암모늄(DAP)라는 비료를 첨가하여 질소를 공급해줄 경우 황화수소의 생성량을 감소시킬 수 있다. 황화수소의 감각 역치는 8-10 μg/L 수준이며, 이 이상일 경우 포도주에서 상한 달걀의 향이 날 수 있다. 황화수소는 포도주의 다른 성분들과 반응하여 메르캅탄, 이황화물 등도 형성할 수 있다.

에틸 메르캅탄

### 메르캅탄
메르캅탄(티올, CH2-CH3-SH)은 황화수소와 포도주의 다른 구성 성분(에탄올 등)들이 반응하여 만들어진다. 이것은 양조가 완료된 후에도 포도주가 침전물과 지속적으로 접촉되어 있을 때 발생할 수 있으며, 감각 역치가 약 1.5 μg/L 수준으로 매우 낮다. 이 이상일 경우 양파, 고무, 스컹크 향 등이 날 수 있다.

디메틸 황화물

### 디메틸 황화물(Dimethyl sulfide)
디메틸 황화물(DMS)는 아미노산을 함유하고 있는 황이 분해됨에 따라 대부분의 포도주에 자연적으로 존재하게 된다. 에틸 아세테이트와 마찬가지로 적절한 DMS의 농도는 과일향, 복합성 등에 긍정적인 영향을 미칠 수 있다 하지만 백포도주는 30 μg/L, 적포도주는 50μg/L 이상 함유될 경우 푹 익힌 양배추, 옥수수콘, 아스파라거스나 트러플 등의 향이 발현될 수 있다.

## 자연적 영향

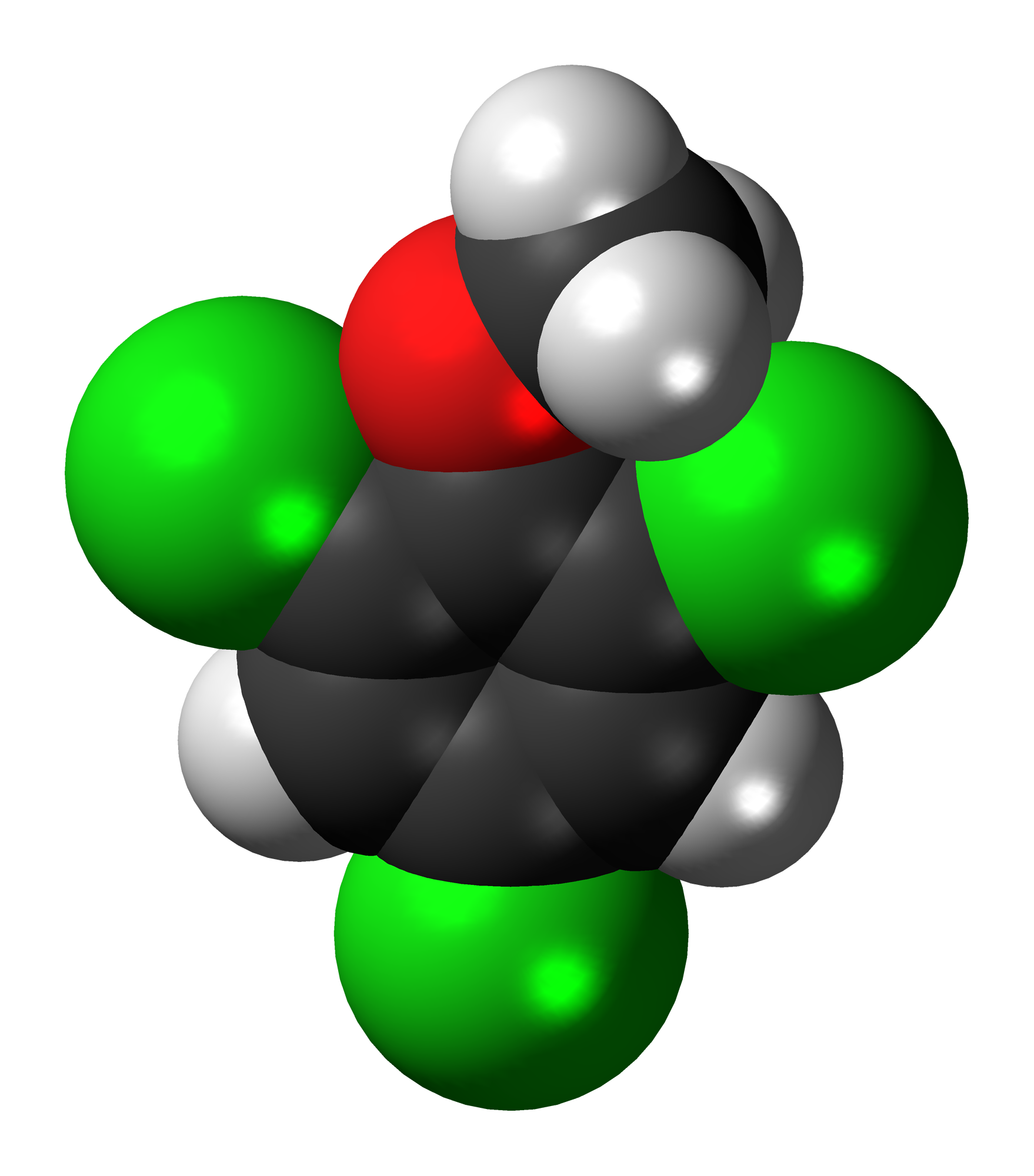
2,4,6-Trichloroanisole(TCA)

### 코르크 오염
코르크 오염이란 주로 2,4,6-트리클로아니졸(Trichloroanisole; TCA)에 의한 것이다. (이 뿐 아니라 guaiacol, geosmin, 2-methylisoborneol, 1-octen-3-ol, 1-octen-3-one, 2,3,4,6-tetrachloroanisole, pentachloroanisole, 2,4,6-tribromoanisole 또한 영향을 미칠 수 있음) 염소로 표백 된 코르크 및 배럴에서 생장하는 곰팡이의 신진대사에 의해 TCA가 생성될 수 있다. 이것은 토양, 곰팡이 등 퀴퀴한 냄새를 풍겨 포도주의 과일 향기 등이 적절히 발현되지 않게 된다. 이런 상태의 포도주를 ‘코르키화’ 되었다고 표현하며, 가장 대표적으로 발생할 수 있는 포도주 결함 중 하나이다.

### 열화 현상
열화는 열에 의해 포도주가 ‘익은’ 현상, 즉 열에 의해 영향을 받은 상태를 의미한다. 이것은 또한 마데라이즈된(Maderized) 포도주라고 불리는데, 이것은 ‘마데이라(Madeira) 포도주’에서 그 어원을 찾을 수 있다. 이상적인 포도주 보관 온도는 약 13 °C인데, 이 이상의 온도로 보관될 경우 포도주가 상대적으로 더 빨리 숙성된다. 아주 높은 온도에 노출된 포도주의 경우 열적으로 팽창하여 심지어 코르크가 병에서 밀려 나가기도 한다. 포도주 병을 열 때 코르크가 일반적인 경우 보다 조금 더 튀어나와 있는 경우, 아주 높은 확률로 열화되었다고 판단할 수 있다. 열화 된 포도주는 산화되고, 적포도주의 경우 더 벽돌색을 띄게 되기도 한다.
온도가 아주 높지 않더라도, 온도의 변화가 발생하는 것 자체로 포도주가 산화되어 결함이 발생할 수 있다. 모든 코르크는 미세한 구멍이 있어 산소를 투과시킬 수 있다. 온도가 변할 경우 병 내외부의 압력 차이가 발생하게 되어 외부의 공기가 내부에 ‘펌핑’되어 포도주가 일정한 온도에서 보관될 때에 비해 더 빨리 산화된다.

### 빛 충격
자외선에 지나치게 노출될 경우 (약 325~450nm의 파장) 빛에 의해 충격을 받았다고 표현된다. 샴페인과 같이 섬세한 포도주일수록 더 자외선의 영향을 많이 받는데, 이 경우 판지나 젖은 털 같은 냄새가 날 수 있다. 적포도주의 경우 빛에 의해 충격을 받는 경우가 훨씬 적은데 이는 포도주에 포함되어 있는 페놀 성분들이 자외선으로부터 포도주를 보호하기 때문이다. 빛에 의한 충격은 디메틸 황화물과 같은 황 화합물에 의해 발생한다고 간주되고 있다. 프랑스에서는 이를 “goût de lumière” 라고 표현하는데, 이는 ‘빛의 맛’이라는 뜻이다. 이러한 빛 충격을 방지하기 위하여 생산자들은 색이 있는 유리병을 사용하거나 어두운 환경에서 포도주를 보관한다.

### 무당벌레에 의한 오염
포도를 수확하는 과정에서 불가피하게 일부 벌레들이 같이 섞여 들어가 포도와 함께 압착되기도 하는데, 대부분의 벌레들은 무해하다. 하지만 무당벌레 종들의 경우 외부로부터 위협을 받을 경우 매우 불쾌한 휘발성 물질을 방출한다. 이 휘발성 물질의 양이 과다할 경우 포도주의 맛과 향에 부정적인 영향을 미친다. 이 물질들은 메톡시파라진, 혹은 파라진과 같은 것으로 매우 극소량으로도 큰 영향을 미칠 수 있는데, 이는 부패한 땅콩 버터, 쓴 허브, 피망, 고양이 소변과 같은 향으로 발현된다.

## 미생물의 영향

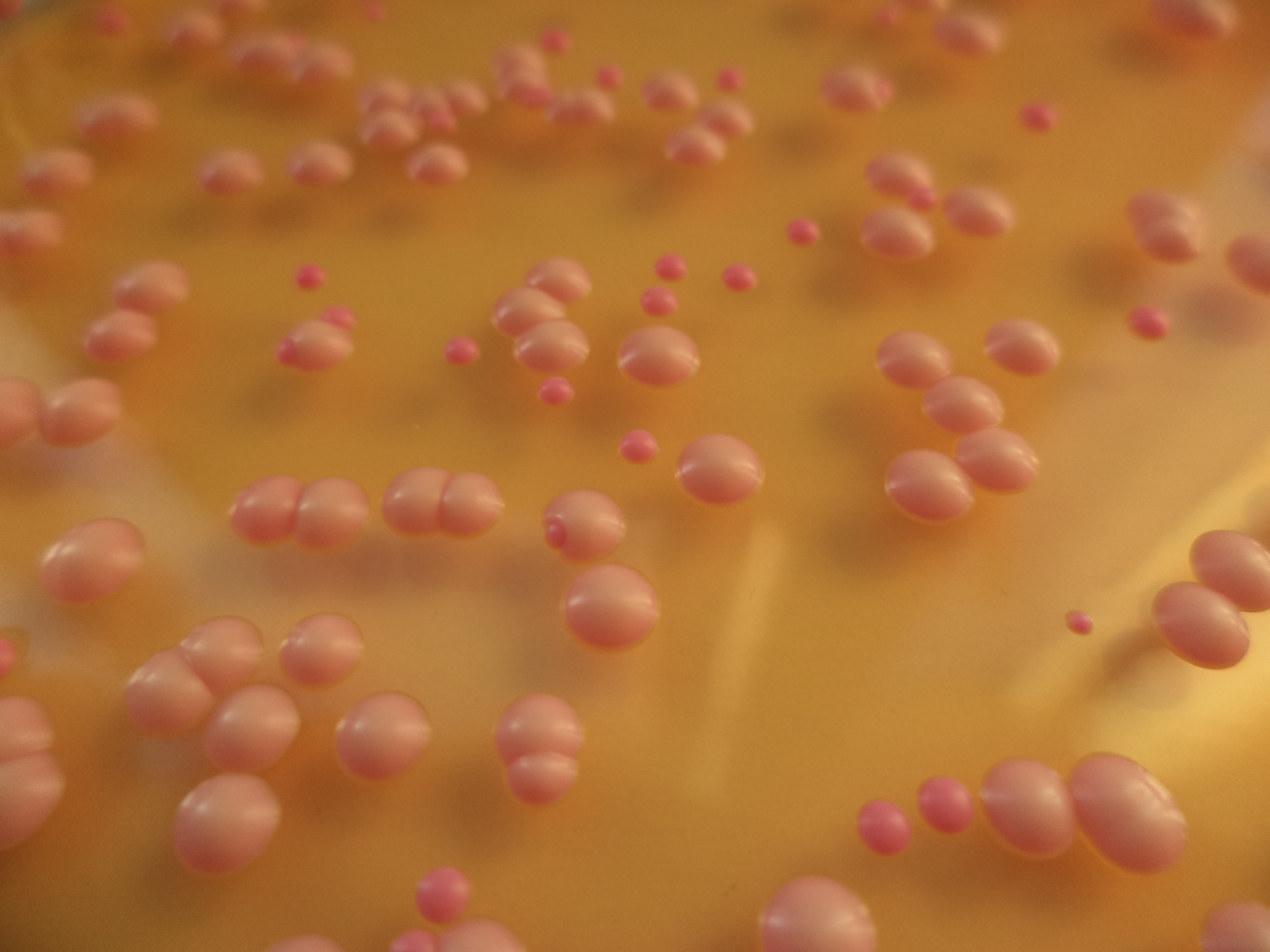
Brettanomyce 효모 배양

### 효모(Brettanomyces)
브레타노마이스라는 효모는 포도주에서 번식하면서 휘발성 페놀 화합물들을 만들어낸다. 이러한 화합물들은 페놀류 오염이라고 하며, “브레타노마이스적 특성” 혹은 단순히 “브렛” 이라고도 한다. 대표적인 화합물과 이로 인해 발현될 수 있는 향은 아래와 같다.
4-ethylphenol (>140 µg/L): 마구간, 소독약
4-ethylguaiacol (>600 µg/L): 베이컨, 스파이시함, 클로버, 스모키함
isovaleric acid: 치즈, 썩은 악취

지오스민

### 지오스민(Geosmin)
지오스민은 토양, 퀴퀴함, 비트, 순무 등의 향을 발현시키며 극소량으로도 포도주에 영향을 미칠 수 있다. 이것은 Streptomyce와 같은 방선균류나 otrytis cinerea, Penicillium expansum과 같은 곰팡이의 대사 활동에 의해 생성될 수 있다. 지오스민에 의한 결함은 전세계적으로 발생하고 있었으나, 최근 들어 특히 프랑스 적포도 품종에서 빈번하게 관찰된다.

유산 발효

### 유산 박테리아
유산 박테리아는 유산 발효과정에서 말산을 유산으로 변화시킴에 따라 양조 과정에서 매우 유익한 역할을 한다. 하지만 이러한 과정이 끝난 후에도 박테리아는 계속 포도주에 남아 다른 성분들을 이용하여 신진대사를 하여 결함을 유발시킬 수 있다. 유산 발효를 거치지 않은 포도주의 경우 재발효가 일어나기도 하며, 이 과정에서 포도주가 탁해지고, 습해지고 의도치 않은 기포가 발생하기도 한다. 병입 직전 멸균하여 포도주를 여과할 경우 이러한 결함이 발생하는 것을 방지할 수 있다.

## 같이 보기
- 포도주학